# Dūrak Raḩmān
Dūrak Raḩmān (persiska: دورک رحمان) är en ort i Iran.   Den ligger i provinsen Chahar Mahal och Bakhtiari, i den centrala delen av landet, 400 km söder om huvudstaden Teheran. Dūrak Raḩmān ligger 1 070 meter över havet och antalet invånare är 112.
Terrängen runt Dūrak Raḩmān är bergig åt nordost, men åt sydväst är den kuperad. Dūrak Raḩmān ligger nere i en dal. Runt Dūrak Raḩmān är det ganska glesbefolkat, med 26 invånare per kvadratkilometer. Närmaste större samhälle är Dehdez, 10,1 km sydväst om Dūrak Raḩmān. Omgivningarna runt Dūrak Raḩmān är i huvudsak ett öppet busklandskap.